# Traubia modesta
Traubia modesta är en amaryllisväxtart som först beskrevs av Rodolfo Amando Philippi, och fick sitt nu gällande namn av Pierfelice Ravenna. Traubia modesta ingår i släktet Traubia och familjen amaryllisväxter. Inga underarter finns listade i Catalogue of Life.